# Luta senegalesa
A luta senegalesa (làmb em língua uolofe, njom em língua sererê) é uma luta tradicional muito popular no Senegal e na Gâmbia. É uma luta em que o praticante pode socar o adversário, bem como recorrer ao combate corpo a corpo. Inicialmente um esporte amador, a luta senegalesa se tornou um esporte profissional.

## História
Inicialmente, as lutas ocorriam após a estação das chuvas, e o vencedor dos torneios ganhava a posse do gado, dos cereais e dos demais bens em disputa. Ao longo do tempo, os torneios foram ganhando importância, e a remuneração dos vencedores também cresceu.
Grandes nomes marcam a história da modalidade: Falaye Baldé, Double Less, Mbaye Gueye (Tigre de Fass), seu irmão menor Moustapha Guèye, Manga 2 (Rei das Arenas), entre outros.
Com o surgimento de Mouhamed Ndao (Tyson), a luta tornou-se definitivamente profissional, com cachês de milhões de francos e um grande número de espectadores. Atualmente, os combates são um grande evento esportivo, que mobiliza a mídia e a atenção de residentes e membros da diáspora.
A partir de maio de 2010, Fabrice Allouche (ex-campeão mundial de kickboxing) se tornou o primeiro branco a lecionar numa escola de luta senegalesa: no caso, como técnico de boxe e preparador físico e mental.
Em seguida, outro branco, o espanhol Juan Espino, apelidado de "Leão Branco", lutou na arena, e suas vitórias despertaram a atenção de todos.

## Ritual
A luta possui numerosos rituais místicos, como canções de bravura que estimulam os lutadores. As cerimônias também visam a espantar a má sorte antes de cada combate. Em cada luta, os lutadores são acompanhados por um cortejo de religiosos, numa tentativa de conferir sorte ao lutador.

## Regulamento
O regulamento é complexo. A luta é arbitrada por três juízes. O combate é composto por dois períodos de dez minutos, podendo haver prolongações. Os lutadores combatem com as mãos nuas e sem proteção. O combate termina quando um dos lutadores cai no chão. É considerado queda quando o lutador encosta a cabeça, as nádegas ou as costas no chão, ou quando ele se apoia sobre os quatro membros no chão. O lutador também pode ser considerado derrotado quando ele não apresenta mais condições físicas de continuar a luta.

## Alguns campeões
- Arenas Zacharie, chamado "a hiena"
- Balla Beye 1 (anos 1980-90)
- Balla Beye 2 (anos 1990-2010)
- Balla Gaye 2
- Falaye Baldé (anos 1960-70)
- Serigne Ousmane Dia
- Robert Diouf (Mohamed Ndiaye) (anos 1960-70)
- Mbaye Guèye (anos 1970-80)
- Moustapha Guèye (anos 1990-2000)
- Eumeu Sène
- Gris Bordeaux (Ibrahima Dione)
- Lac de Guiers 2
- Papa Kane (anos 1970-80)
- Boy Bambara (anos 1970-80)
- Double Less (anos 1970-80)
- Tyson (Mouhamed Ndao) (anos 1990-2010)
- Yékini (Yakhya Diop) (anos 1990-2010)
- Zale Lo (anos 1990-2010)
- Modou Lô
- Pape Diop (anos 1970-80)
- Mor Fadam (anos 1980-2000)
- Toubabou Dior (anos 1980-2000)
- Manga 2 (anos 1970-80)

## Competições
As competições ocorrem ao longo de todo o ano, geralmente no sábado ou domingo, principalmente no estádio Demba-Diop. Mas as lutas mais populares ocorrem em primeiro de janeiro, no Estádio Léopold Sédar Senghor, em Dacar, e no dia quatro de abril, dia da independência do Senegal.

## Filatelia
Albert Decaris criou, para o correio senegalês, um selo postal intitulado "lutas africanas".